# Góry Kardamonowe

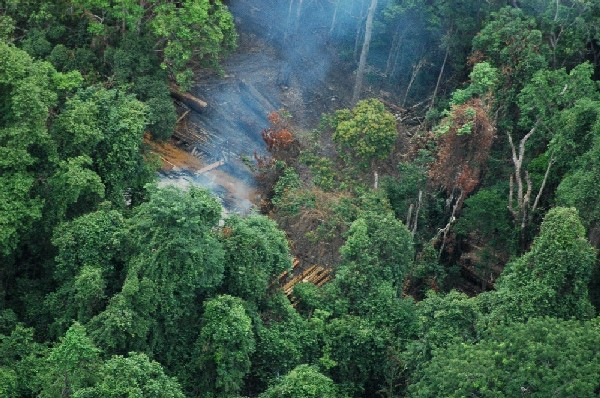
Widok z powietrza na nielegalny obóz służący do wycinki lasów w Górach Kardamonowych

Góry Kardamonowe (khm. Phnom Kravanh, taj. เขาบรรทัด Banthat) – zrębowe pasmo górskie w Azji Południowo-Wschodniej, na Półwyspie Indochińskim, w południowej Kambodży i południowo-wschodniej Tajlandii. 
Góry ciągną się przez 400 km wzdłuż wybrzeża Zatoki Tajlandzkiej, zamykając od zachodu Nizinę Mekongu. Południowo-wschodnim przedłużeniem Gór Kardamonowych są Góry Słoniowe, uważane czasem za ich część.
Cechują się rzeźbą średniogórską, ich kulminacja, Phnum Aôral wznosząca się na 1813 m n.p.m., stanowi najwyższe wzniesienie Kambodży. Położone są w strefie klimatu zwrotnikowego monsunowego, porośnięte gęstym, wiecznie zielonym lasem równikowym. W górach ma miejsce eksploatacja drzewa tekowego, w niższych partiach występują obszary uprawne, kardamonu i pieprzu.